# José Boiteux
José Boiteux es un municipio brasileño del estado de Santa Catarina. Tiene una población estimada al 2022 de 5 985 habitantes. Forma parte de la Región metropolitana del Alto Valle de Itajaí.
José Boiteux presenta rasgos culturales diferentes a los demás municipios del Alto Vale do Itajaí, pues entre su gente históricamente participa la etnia indígena Laklãnõ-Xokleng, que habitó la región mucho antes de la llegada de los colonizadores, además de otras etnias, como italianos, alemanes, portugueses y afrodescendientes que posteriormente ayudaron a formar el rico crisol cultural que caracteriza al municipio hoy.
El vino y la cachaça artesanal son productos coloniales característicos del municipio. Entre los eventos que se realizan destacan el Festival del Indio (Festa do Índio) y el Festival Municipal. 

## Toponimia
El nombre es en honor al periodista e historiador José Artur Boiteux (1865-1934).

## Historia
La región fue colonizada en 1920 por descendientes alemanes provenientes de Rio do Sul. Tras los conflictos territoriales con los pueblos indígenas del lugar, fue creada en 1926 la Ibirama-La Klãnõ, área indígena del estado de Santa Catarina que abarca parte del municipio.
La nueva localidad formo parte de Blumenau hasta 1934, para ser distrito de Ibirama. Se emancipó como municipio en 1989.
La Tierra Indígena Laklãnõ-Xokleng cubre aproximadamente 40 522,90 ha de la superficie del municipio y, según estimaciones de Siasi/Sesai de 2013, tenía 2 057 habitantes, lo que equivale aproximadamente al 40% de la población del municipio, siendo el resto descendientes de europeos.